# Петер Сапанош
Петер Сапанош (мађ. Szappanos Péter, Јасберењ, 14. новембар 1990) је мађарски професионални фудбалер који игра на позицији голмана, тренутно игра у НБ I за фудбалски клуб Пакш

## Клубови
Сапанош је одрастао на Ференцварошевој академији. Између 2009. и 2014. године наступио је на више од стотину лигашких утакмица у тиму Дунахараст МТК, између 2012. и 2013. био је позајмљен фудбалер у ФК Татабања. Од 2014. до 2018. године наступио је на сто десет лигашких утакмица у Залаегершегу.
Од 2018. до 2021. године, као играч Мезековешд ШЕ, био је члан тима који је у првој години завршио на 6. месту и у сезони 2019/20 на четвртом месту у првенству Мађарске прве лиге. У три сезоне бранио је на 86 прволигашких мечева. У 2020. години са Мезекевешдом је био финалиста у Купу Мађарске. Пре почетка сезоне 2020/21, прешао је у тим из Будимпеште Хонвед.
Дана 15. маја 2024. са Пакшом је био победник у финалу мађарског купа победивши Ференцварошса  2 : 0 у продужецима на Пушкаш арена

## Репрезентација
Савезни селектор мађарске репрезентације Марко Роси је 6. новембра 2021. године, због повреде Петера Гулачија, позвао голмана будимпештанског Хонведа у репрезентацију која се припрема за квалификације за Светско првенство против Сан Марина и Пољске.
Сапанош је такође био позван да буде члан репрезентативног тима за [[[УЕФА Лига нација|Лигу нација сезону 2022/23.]] за утакмице против Енглеске (домаћин), Италија (у гостима), Њемачка (домаћи) и Енглеска (у гостима) 4, 7, 11. и 14. јуна 2022. односно.